# Kong Frode
 Der er for få eller ingen kildehenvisninger i denne artikel, hvilket er et problem. Du kan hjælpe ved at angive troværdige kilder til de påstande, som fremføres i artiklen.

Frode eller Frode Fredegod er navnet på en hel stribe konger, der omtales af Saxo i Danmarks Riges Krønike. De fleste af dem skildres som ualmindeligt gode konger, der bragte fred, velstand og retfærdighed til landet. Ved flere af dem fortælles et sagn om, at kongen lagde en guldring eller en skat ved vejsiden, og selv om den lå frit fremme, var der ingen, der vovede at stjæle den.
Et andet sagn, der fortælles i forbindelse med Frode, er beretningen om hans død. Da man var bange for, at hans død skulle føre til ulykke for landet, blev hans lig sat på en vogn og kørt gennem landet. Det skulle få folk til at tro, at han stadig levede, så freden og velstanden kunne bevares i landet. Først da liget rådnede, opdagede folk, at kongen var død.
Oprindelsen til disse sagn skal søges i den førkristne religion. Frode Fredegod er ingen anden end guden Frej. Han er frugtbarhedsgud og bringer dermed fred og velstand til landet. Guldet, som han lægger ved vejkanten, er simpelthen det gyldne korn på marken. Beretningen om liget, der køres gennem landet skyldes, at man i førkristen tid hvert forår tog Frejs gudebillede fra templet og kørte det over markerne for at velsigne dem. Set med eftertidens kristne øjne var det dog ikke en levende gud, men blot et dødt gudebillede, der sad på vognen. Det "opdagede" folket ved kristendommens indførelse. Endelig har Frej som frugtbarhedsgud den egenskab, at han "dør" om efteråret og genopstår om foråret. Derfor er det kun naturligt, at han findes i en hel serie af reinkarnationer.
Alt dette udelukker selvfølgelig ikke, at der også kan have været menneskelige konger ved navn Frode. Men det understreger det umulige i forsøget på at skabe en historisk troværdig kongerække ud fra Saxos oplysninger. Det giver heller ingen mening, at sætte årstal på de forskellige konger ved navn Frode. Vi ved nemlig ikke, om den enkelte Frode repræsenterer et menneske, en af Frejs reinkarnationer eller simpelthen en sammenblanding af diverse sagn.
Et eksempel på fortolkningsproblemerne findes i Bjovulf-kvadet. Det fortæller, at Rolf Krakes datter blev gift (eller forlovet) med Frode som led i en fredsaftale. Det kan betyde, at der har været en konge ved navn Frode, som blev gift med denne datter. Men det kan lige så vel betyde, at Rolf har ofret sin datter til Frej eller at hun er blevet præstinde ved Frejs tempel i et forsøg på at slutte fred med denne frugtbarhedsgud, dvs. sikre velstand for landet.
Tilsyneladende er der en vis forbindelse mellem folkevandringer i Europa i det 5. årh. og sagnkongerne i Lejre. Flere af personerne i lejresagnenes kongerække synes at have deres baggrund i hærledere og konger fra flere af de vandrende folkeslag på det europæiske kontinent. Således er Rodulf (Rolf) konge over herulerne, mens de boede ved Donau, og Fravita (Frode) er navnet på en gotisk konge/hærfører, mens Halfdan, Roar og Helge er fordanskninger af navne på hunniske hærførere.
Almindeligvis afvises lejrekongerne som historiske personer, men der er også blevet argumenteret for, at flere af disse skikkelser rent faktisk har været konger i Danmark.